# Kurt Martin (Gewerkschafter)
Kurt Martin (* 31. Mai 1946 in Düren, Nordrhein-Westfalen) ist ein deutscher Gewerkschafter. 
Er war stellvertretender Vorsitzender der Gewerkschaft Öffentliche Dienste, Transport und Verkehr (ÖTV) und gehörte von 2001 bis Oktober 2007 dem Bundesvorstand der Vereinten Dienstleistungsgewerkschaft (ver.di) an.

## Leben
Nach dem Schulabschluss absolvierte er von 1960 bis 1963 eine Verwaltungslehre in der Amtsverwaltung Birkesdorf. Dort arbeitete er anschließend als Sachbearbeiter. 1969/70 kam er seiner Wehrpflicht bei der Bundeswehr nach. 1971/72 volontierte er ein Jahr lang bei der ÖTV-Bezirksverwaltung Nordrhein-Westfalen. 
Kurt Martin ist verheiratet und hat zwei Kinder.

## Funktionen in der ÖTV
Von 1972 bis 1982 war Kurt Martin  Sekretär der ÖTV-Kreisverwaltung Düren. 1982 übernahm er die Aufgabe eines Tarifsekretärs der ÖTV-Bezirksverwaltung Nordrhein-Westfalen I. 1991 wurde er zum  stellvertretenden Vorsitzenden des ÖTV-Bezirks Nordrhein-Westfalen I gewählt. 2000 wurde er Vorsitzender des ÖTV-Bezirks Nordrhein-Westfalen I und  stellvertretender Vorsitzender der Gewerkschaft ÖTV.

## Funktionen in ver.di
2001 wurde Kurt Martin Mitglied in den Bundesvorstand der Vereinten Dienstleistungsgewerkschaft gewählt. Dort war er zuständig für die Tarifpolitik im Öffentlichen Dienst. Er war Bundesfachbereichsleiter des Fachbereichs Gemeinden (Fachbereich 7). Gleichzeitig leitete er das Ressort 13 im ver.di-Bundesvorstand. In seinen Zuständigkeitsbereich fiel neben dem Fachbereich Gemeinden und dem Tarifsekretariat Öffentlicher Dienst auch das Bundesarbeitersekretariat. Im Oktober 2003 wählte ihn der ver.di-Bundeskongress in Berlin mit 73,1 Prozent der Delegiertenstimmen erneut in den ver.di-Bundesvorstand. Beim Bundeskongress 2007 kandidierte er nicht mehr.